# Fahlburg
Die Fahlburg – im 13. Jahrhundert als Wehrburg erbaut – ist ein Ansitz in Prissian. Sie liegt über dem Etschtal im Tisner Mittelgebirge.

## Geschichte
Die ursprüngliche Fahlburg, damals Gesäß in der Vall genannt, gehörte den Herren von Zobel und dann deren Stammesvettern, den Herren von Wehrburg (oder von Werberg); beide Geschlechter waren Linien der Herren von Nordheim und Sarnthein, ebenso wie die Herren von Holz und von Tisens. Von der alten Burg aus dem 13. Jahrhundert stammt nur noch der Wohnturm. Oswald von Wolkenstein wurde hier von Mitte September bis Mitte November 1421 von Barbara von Hauenstein, deren Rechte an der Burg Hauenstein er ihr vorenthielt, gefangen gehalten und gefoltert. Barbara stritt auch mit Hans von Werberg um das Erbe der Fahlburg. Erst 1430 konnten die Herren von Andrian-Werburg als Nachfolger der inzwischen ausgestorbenen Wehrburger das Erbe nach den Herren von Zobel antreten. Nach dem Tod des Erasmus von Andrian-Werburg 1587 kam die Fahlburg an Ulrich von Schlandersberg.
1597 kaufte Jakob Andrä von Brandis die Fahlburg, erweiterte die Anlage und ließ um 1615 auf einem Teil der alten Burgmauern einen eleganten, herrschaftlichen Renaissance-Ansitz errichten. Die ehemalige Burg diente den Besitzern als Sommer- und Gerichtssitz. Die berühmte „Geschichte der Landeshauptleute von Tirol“ wurde hier geschrieben, womit die Tiroler Geschichtsschreibung begann. 2021 verkauften die von Brandis die Fahlburg an die Athesia, die das Anwesen unter der Bezeichnung Castel Fahlburg zur Eventlocation umfunktionierte.

## Beschreibung
Das Anwesen hat seinen ursprünglichen Charakter behalten. Es sind alte Kachelöfen, Holzdecken und eine doppelstöckige Kapelle erhalten sowie Gemälde des Barockmalers Stephan Kessler aus der Spätrenaissance.